# Guadalupe Victoria, Baja California
Guadalupe Victoria är en ort i Mexiko.   Den ligger i kommunen Mexicali och delstaten Baja California, i den nordvästra delen av landet, 2 100 km nordväst om huvudstaden Mexico City. Guadalupe Victoria ligger 13 meter över havet och antalet invånare är 18 244.
Terrängen runt Guadalupe Victoria är mycket platt. Runt Guadalupe Victoria är det ganska tätbefolkat, med 58 invånare per kvadratkilometer. Guadalupe Victoria är det största samhället i trakten. Trakten runt Guadalupe Victoria består till största delen av jordbruksmark.